# Боцьки (гмина)
Боцьки (пол. Boćki) — сельская гмина (волость) в Польше, входит как административная единица в Бельский повет (Подляское воеводство), Подляское воеводство. Население — 4747 человек (на 2011 год). Административный центр гмины — деревня Боцьки.

## Демография
Данные по переписи 2011 года:
| Перепись            | Всего | Мужчины | Женщины |
| ------------------- | ----- | ------- | ------- |
| Всего               | 4747  | 2438    | 2429    |
| Городское население | 0     | 0       | 0       |
| Сельское население  | 4747  | 2438    | 2429    |

## Поселения
1. Андрыянки
2. Бодки
3. Бодачки
4. Бодаки
5. Быстре
6. Храниборы-Друге
7. Храниборы-Первше
8. Дубно
9. Дзецинне
10. Хаврылки
11. Якубовске
12. Красна-Весь
13. Млыниск
14. Молочки
15. Нужец
16. Ольшево
17. Пасека
18. Пётрово-Кшивоколы
19. Пётрово-Трояны
20. Пши-Осташах
21. Сасины
22. Седлеце
23. Секлюки
24. Сельц
25. Скалимово
26. Сольники
27. Старовесь
28. Шешилы
29. Шумки
30. Снежки
31. Торуле
32. Вандалин
33. Вандалинек
34. Верцень
35. Войтки
36. Выгоново
37. Вылян
38. Жолодки

## Соседние гмины
1. Гмина Бельск-Подляски
2. Гмина Браньск
3. Гмина Дзядковице
4. Гмина Клещеле
5. Гмина Милейчице
6. Гмина Орля